# Johana
Johana je žensko osebno ime.

## Izvor imena
Ime Johana je različica ženskega osebnega imena Jana.

## Pogostost imena
Po podatkih Statističnega urada Republike Slovenije je bilo na dan 31. decembra 2007 v Sloveniji število ženskih oseb z imenom Johana: 30.

## Osebni praznik
Osebe z imenom Johana lahko godujejo takrat kot osebe z imenom Jana oziroma Janez.